# Chaumont-la-Ville
Chaumont-la-Ville ist eine französische Gemeinde mit 114 Einwohnern (Stand: 1. Januar 2022) im Département Haute-Marne in der Region Grand Est (bis 2015 Champagne-Ardenne). Sie gehört zum Arrondissement Chaumont und zum Gemeindeverband Meuse Rognon.

## Geografie
Die Gemeinde Chaumont-la-Villee liegt in der Landschaft Bassigny nahe der oberen Maas, 30 Kilometer westsüdwestlich von Vittel und etwa 48 Kilometer östlich der Départements-Hauptstadt Chaumont. Im Osten grenzt die Gemeinde an das Département Vosges. Das 11,3 km² umfassende Gemeindegebiet ist von einem in West-Ost-Richtung verlaufenden Höhenrücken geprägt, der die Gemeinde im Norden begrenzt. Südlich des Bergrückens erstreckt sich das Tal des Ruisseau de la Deuil. Dieses Flüsschen mündet im Westen der Gemeinde in den Ruisseau du Grand Étang, der drei Kilometer weiter westlich in die Maas fließt. Im Osten der Gemeinde entspringen drei periodisch wasserführende Bäche, die nach Nordosten zum Mouzon abfließen. Die steileren Hanglagen im Norden sind bewaldet; im Süden findet sich mit dem Bois du Courcheron ein großes, im Südosten mit dem Bois de la Dergente ein kleineres Waldgebiet. Der größte Teil des Gemeindeareals besteht aus Acker- und Weideflächen. Unmittelbar nördlich des Dorfes Chaumont-la-Ville erhebt sich ein namenloser Hügel auf 439 m über dem Meer, der nahe Haut de Tourmont erreicht 434 m. Umgeben wird Chaumont-la-Ville von den Nachbargemeinden Graffigny-Chemin im Norden, Vrécourt im Nordosten, Robécourt im Osten, Blevaincourt im Südosten, Champigneulles-en-Bassigny im Süden, Doncourt-sur-Meuse im Westen sowie Malaincourt-sur-Meuse im Nordwesten.

## Bevölkerungsentwicklung
| Jahr      | 1962 | 1968 | 1975 | 1982 | 1990 | 1999 | 2006 | 2013 | 2021 |
| Einwohner | 185  | 159  | 157  | 143  | 132  | 112  | 122  | 116  | 120  |

Im Jahr 1836 wurde mit 519 Bewohnern die bisher höchste Einwohnerzahl ermittelt. Die Zahlen basieren auf den Daten von cassini.ehess.fr und insee.fr.

## Sehenswürdigkeiten

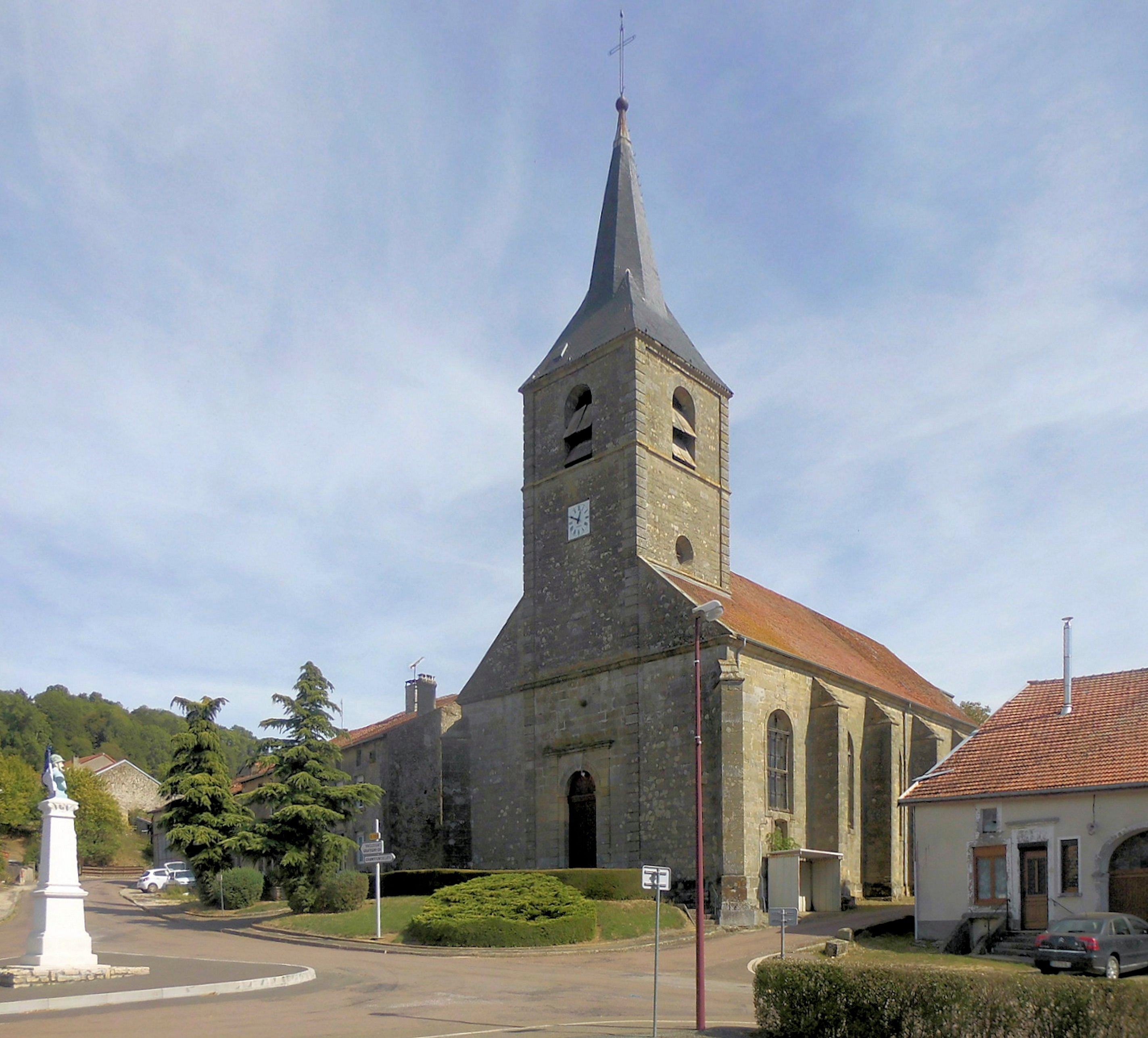
Kirche Saint-Martin
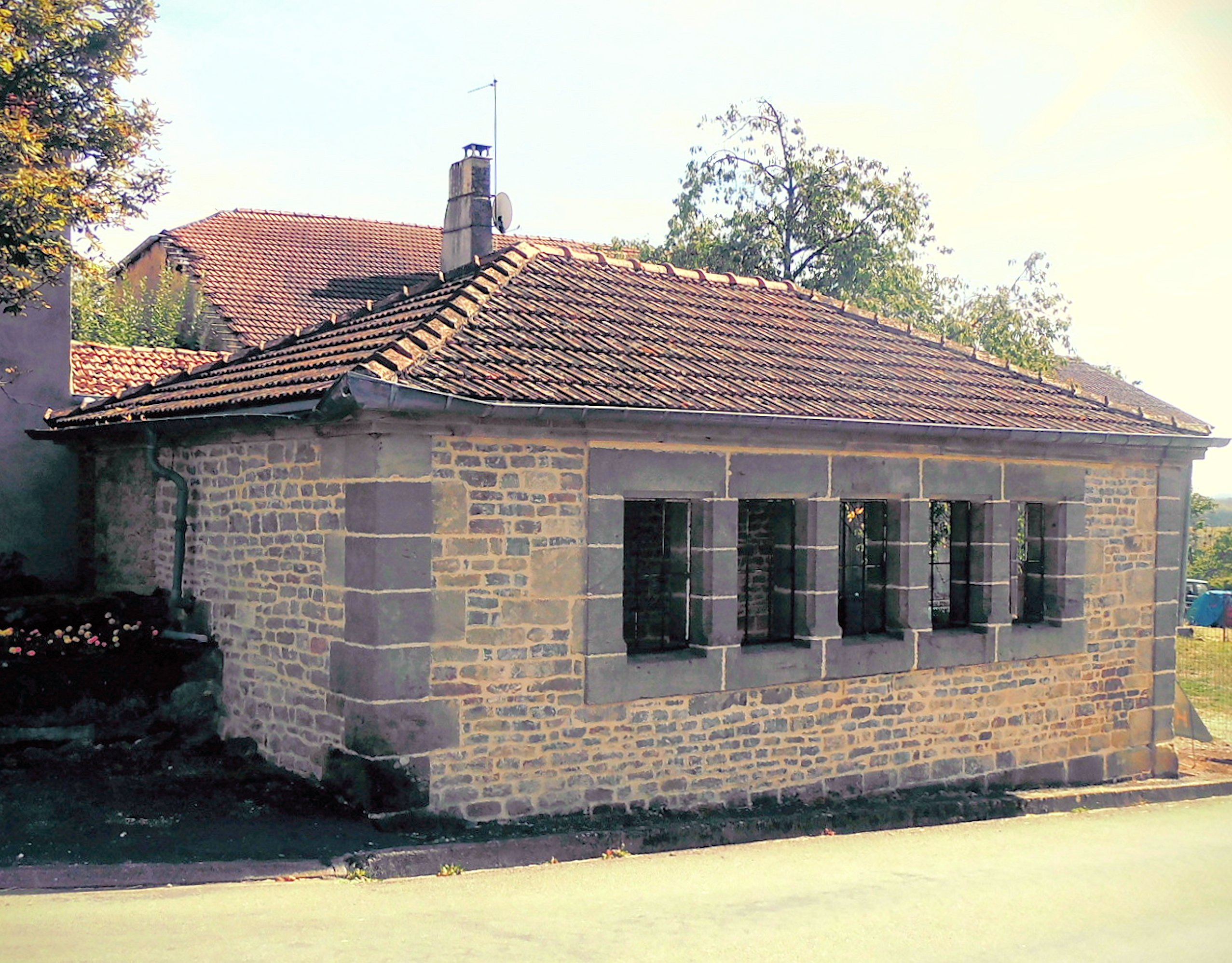
Waschhaus

- Waschhaus (Lavoir)
- Flurkreuz

- Kirche Saint-Martin
- Waschhaus

## Wirtschaft und Infrastruktur
Die Gemeinde Chaumont-la-Ville ist ländlich geprägt. In der Gemeinde sind acht Landwirtschaftsbetriebe ansässig (Getreideanbau, Rinderzucht, Milchviehhaltung).
Von Chaumont-la-Ville gibt es Straßenverbindungen in alle Nachbargemeinden. Im Südosten hat Chaumont-la-Ville einen Anschluss an die mautpflichtige Autoroute A31. Der Bahnhof in der fünf Kilometer entfernten Gemeinde Rozières-sur-Mouzon liegt an der Bahnstrecke Merrey–Vittel.

## Belege
1. ↑  Chaumont-la-Ville auf cassini.ehess.fr
2. ↑  Chaumont-la-Ville auf insee.fr
3. ↑  Landwirtschaftsbetriebe auf annuaire-mairie.fr (französisch)